# Final Four Cup femminile
La Final Four Cup è stata una competizione pallavolistica per squadre nazionali femminili nordamericane e sudamericane, organizzata con cadenza annuale dalla PVU.

## Edizioni
| Edizione      | Edizione      | Podio           | Podio           | Podio           |
| Anno          | Organizzatore | Campione        | Seconda         | Terza           |
| ------------- | ------------- | --------------- | --------------- | --------------- |
| 2008 Dettagli | Brasile       | Brasile         | Rep. Dominicana | Argentina       |
| 2009 Dettagli | Perù          | Brasile         | Stati Uniti     | Rep. Dominicana |
| 2010 Dettagli | Messico       | Rep. Dominicana | Perù            | Argentina       |

## Medagliere
| Pos. | Squadra         | 1º posto | 2º posto | 3º posto | Totale |
| ---- | --------------- | -------- | -------- | -------- | ------ |
| 1    | Brasile         | 2        | 0        | 0        | 2      |
| 2    | Rep. Dominicana | 1        | 1        | 1        | 3      |
| 3    | Perù            | 0        | 1        | 0        | 1      |
| 3    | Stati Uniti     | 0        | 1        | 0        | 1      |
| 5    | Argentina       | 0        | 0        | 2        | 2      |